# Coelioxys immaculata
Coelioxys immaculata là một loài Hymenoptera trong họ Megachilidae. Loài này được Cockerell mô tả khoa học năm 1912.